# Vadinsk
Vadinsk (in russo Ва́динск?; fino al 1940 Kerensk) è un villaggio della Russia europea centrale, situato nell'oblast' di Penza; è il centro amministrativo del distretto Vadinskij.
Si trova sulle rive del fiume Vad, 161 km a nord-ovest di Penza.